# Napoli Calcio a 5 2008-2009
Questa pagina raccoglie i dati riguardanti il Napoli Calcio a 5, squadra di calcio a 5 militante in serie A, nelle competizioni ufficiali del 2008-2009.

## Rosa
| N° | Naz.                 | Ruolo | Sportivo                | Anno     |  |  |
| -- | -------------------- | ----- | ----------------------- | -------- |  |  |
|    | Paraguay (bandiera)  | POR   | Mario Gazolli           | 26.10.86 |  |  |
|    | Brasile (bandiera)   | POR   | Leandro Garcia Pereira  | 01.06.88 |  |  |
|    | Paraguay (bandiera)  | DIF   | Fabio Alcaraz           | 07.01.82 |  |  |
|    | Brasile (bandiera)   | DIF   | Danilo                  | 29.12.71 |  |  |
|    | Brasile (bandiera)   | UNI   | Luiz Guilherme Paro     | 17.04.84 |  |  |
|    | Argentina (bandiera) | LAT   | Sebastián Iribarne      | 25.01.87 |  |  |
|    | Brasile (bandiera)   | LAT   | André Fantecele         | 10.02.87 |  |  |
|    | Brasile (bandiera)   | LAT   | Edgar Bertoni           | 24.07.81 |  |  |
|    | Argentina (bandiera) | LAT   | Cristian Borruto        | 07.05.87 |  |  |
|    | Argentina (bandiera) | LAT   | Maximiliano Rescia      | 29.10.87 |  |  |
|    | Brasile (bandiera)   | LAT   | Eduardo Lucas Chianelli | 03.09.83 |  |  |
|    | Brasile (bandiera)   | PIV   | Sandro Zanetti          | 20.10.76 |  |  |
|    | Brasile (bandiera)   | PIV   | Dimas                   | 07.11.86 |  |  |
|    | Brasile (bandiera)   | PIV   | Rogério                 | 17.12.78 |  |  |

## Play-off
| Arbitri: | Angelo Montesardi (Brindisi) Roberto Astolfi (Rovigo) |

|                                                                                                 |           |                                              |
| Fornari 16'52'’ (t.l.), 18'24'’, 39'46'’ Campano 25'55'’ (rig.) Melise 26'38’ Bresciani 39'17'’ | Marcatori | 17'05'’ (t.l.), 23'40'’ Danilo 17'33'’ Dimas |

| Arbitri: | Andrea Giada (Mestre) Giorgio D'Agostino (Sondrio) |

| |           |                           |
| Rogério 1'37’’ Alcaraz 9'23’’ Dimas 16'06’’ E. Bertoni 23'22’’, 29'15’’ Borruto 27'43’’ Luiz 35'12’’ | Marcatori | 6'44’’, 38'03’’ Bresciani |

| Arbitri: | Walter Berardi (Gallarate) Giacomo De Varti (Foggia) |

|                                |           |                                                                                        |
| Danilo 16'30’’ (rig.) Luiz 35’ | Marcatori | 8’, 28’ Scandolara 10’ (rig.), 29’ Wilhelm 16’ (t.l.), 34’ Nora 37’ Benítez 38’ Duarte |

| Arbitri: | Gaetano Gangilli (La Spezia) Giuseppe Piazzolla (Barletta) |

|                   |           |                                                 |
| Nora 25’ Alan 40’ | Marcatori | 15’ Dimas 28’ Alcaraz 33’ Fantecele 37’ Borruto |

| Arbitri: | Claudio Valle (Mantova) Mario Paolone (Campobasso) |

|                                             |           |                                             |
| Nora 7’ Coco 15’ Wilhelm 23’ Duarte 39'47’’ | Marcatori | 10’ (rig.) E. Bertoni 24’ Alcaraz 34’ Dimas |

## Coppa Italia
| Arbitri: | Vincenzo Vitrioli (Reggio Calabria) Salvatore Lombardo (Palermo) |

|                                         |           |                                                                                 |
| Borruto 9’57’’, 38’48’’ Alcaraz 49’34’’ | Marcatori | 12’12’’ Duarte 18’17’’ (t.l.) Bellomo 41’26’’ Nora 45’48’’ Alan 46’16’’ Wilhelm |